# Абрамов, Фёдор Михайлович
Фёдор Миха́йлович Абра́мов (укр. Федір Михайлович Абрамов; 7 января 1930, с. Стрелецкое, Центрально-Чернозёмная область — 21 января 2007) — украинский политик; член Коммунистической партии Украины, секретарь Донецкого ОК КПУ (с 1995).

## Биография
Родился 7 января 1930 селе Стрелецкое (ныне — Яковлевского района, Белгородская область, Россия) в русской семье.
Образование: Харьковский государственный университет (1966), экономист.
С 1946 года был курсантом Харьковской специальная средней школы Военно-воздушныз сил, в дальнейшем был курсантом Фрунзенского военно-авиационного училища лётчиков, после окончания которого служил в армии.
С 1958 по 1961 год был заместителем заведующего, затем заведующим столовых № 116, № 136, № 109 Ленинского треста столовых (г. Харьков), с 1961 по 1962 год учился в партийной школе в Харькове.
- 1962 — секр. парткома, колхоз им. К.Маркса Зачепиловского района Харьков. обл.
- 1963-65 — контролёр-приёмщик, диспетчер, п/с 231, Харьков. обл.
- С 1965 — инстр., инж.-экономист, зам. гол., Харьков. облсовет Добровольного противопо. т-ва; дир. Харьков. промбыткомбината подсобных предприятий, н.п. Института водного хоз.
- С 1968 — преподаватель, ст. преподаватель истории, политэкономии, экономики, зам. дир. ПТУ-110, дир. автошколы, г. Торез.
- 1991-93 — глава, Торезский МК СПУ. С 1993 — 1-й секр., Торезский МК КПУ.

На парламентских выборах в 1998 году избран депутатом Верховной рады Украины III созыва) по избирательному округу № 59 Донецкой области, набрав 28,40% голосов среди 16 кандидатов. В парламенте был членом комитета по делам пенсионеров, ветеранов и инвалидов.
В 04.2002 — канд. в нар. деп. Украины от КПУ, № 108 в списке. На время выборов: нар. деп. Украины, член КПУ.
Умер 21 января 2007.

### Семья
Жена; 2 дочери.